# Cho Yi-tsen
Cho Yi-tsen (卓宜岑S; Taiwan, 4 maggio 2001) è una tennista taiwanese.

## Carriera
Cho Yi-tsen ha vinto 15 titoli in doppio nel circuito ITF in carriera. Il 23 ottobre 2023 ha raggiunto il best ranking in singolare raggiungendo la 613ª posizione mondiale, mentre il 21 luglio 2025 ha raggiunto la 121ª posizione in doppio.
Ha una sorella maggiore, Cho I-hsuan, anche lei tennista professionista.
Fa parte della squadra taiwanese di Fed Cup compiendo il suo debutto nel 2025, con un bilancio complessivo di 2 vittorie e 3 sconfitte.
Ha fatto il suo debutto nel circuito maggiore al Prudential Hong Kong Tennis Open 2024, grazie ad una wildcard per le qualificazioni, dove è stata sconfitta nel primo turno dalla testa di serie numero 7 Liang En-shuo. Partecipa anche anche nel doppio insieme alla sorella I-hsuan, uscendone subito sconfitte dalle prime teste di serie Cristina Bucșa e Miyu Katō.
Il 19 luglio 2025, Cho Yi-tsen ha vinto il primo titolo WTA 125 della carriera all'ATV Bancomat Tennis Open, a Roma, insieme alla sorella Cho I-hsuan, sconfiggendo in finale la georgiana Ekaterine Gorgodze e la lettone Darja Semeņistaja con il punteggio di 4-6, 6-4, [10-6].

## Circuito WTA 125

### Doppio

#### Vittorie (1)
| N. | Data           | Torneo                        | Superficie  | Compagna    | Avversarie in finale                 | Punteggio        |
| 1. | 19 luglio 2025 | Antico Tiro a Volo Open, Roma | Terra rossa | Cho I-hsuan | Ekaterine Gorgodze Darja Semeņistaja | 4-6, 6-4, [10-6] |

## Statistiche ITF

### Doppio

#### Vittorie (15)
| Torneo $100.000 (0) |
| Torneo $80.000 (0)  |
| Torneo $60.000 (2)  |
| Torneo $40.000 (3)  |
| Torneo $25.000 (1)  |
| Torneo $15.000 (9)  |

| N.  | Data             | Torneo                                                       | Superficie  | Compagna    | Avversaria in finale                   | Punteggio           |
| 1.  | 24 giugno 2017   | Formosa Cup, Taipei                                          | Cemento     | Cho I-hsuan | Eudice Chong Katherine Ip              | 6-2, 6-3            |
| 2.  | 15 ottobre 2022  | Egypt Women's Future, Sharm el-Sheikh                        | Cemento     | Cho I-hsuan | Patricija Paukštytė Liisa Varul        | 6-0, 6-0            |
| 3.  | 5 novembre 2022  | Egypt Women's Future, Sharm el-Sheikh                        | Cemento     | Cho I-hsuan | Dong Na Mananchaya Sawangkaew          | 6-2, 7-6(4)         |
| 4.  | 26 novembre 2022 | Egypt Women's Future, Sharm el-Sheikh                        | Cemento     | Cho I-hsuan | Alëna Falej Aglaja Fedorova            | 6–3, 3–6, [10–5]    |
| 5.  | 3 dicembre 2022  | Egypt Women's Future, Sharm el-Sheikh                        | Cemento     | Cho I-hsuan | Aglaja Fedorova Elizaveta Masnaia      | w/o                 |
| 6.  | 10 dicembre 2022 | Egypt Women's Future, Sharm el-Sheikh                        | Cemento     | Cho I-hsuan | Janel Rustemova Arujan Sagandikova     | 6-1, 6-0            |
| 7.  | 18 marzo 2023    | Pelti International Tennis Championship, Giacarta            | Cemento     | Cho I-hsuan | Eliessa Vanlangendonck Amelia Waligora | 5–7, 6–2, [10–4]    |
| 8.  | 14 ottobre 2023  | Shenzhen Guangming Open, Shenzhen                            | Cemento     | Cho I-hsuan | Feng Shuo Zheng Wushuang               | 7-5, 6-3            |
| 9.  | 2 marzo 2024     | Sanctband World Tennis Tour, Ipoh                            | Cemento     | Cho I-hsuan | Guo Meiqi Xiao Zhenghua                | 6-4, 6-2            |
| 10. | 9 marzo 2024     | Kuala Lumpur World Tennis Tour, Kuala Lumpur                 | Cemento     | Cho I-hsuan | Lin Fang-an Yuan Chengyiyi             | 6-3, 7-5            |
| 11. | 13 aprile 2024   | Shenzhen Guangming Open, Shenzhen                            | Cemento     | Cho I-hsuan | Feng Shuo Wang Jiaqi                   | 6-3, 6-4            |
| 12. | 15 luglio 2024   | Women's Taizhou, Taizhou                                     | Cemento     | Cho I-hsuan | Wang Meiling Yao Xinxin                | 2-6, 7-6(5), [10-7] |
| 13. | 29 giugno 2024   | Formosa Cup, Taipei                                          | Cemento     | Cho I-hsuan | Hsieh Yu-chieh Lin Fang-an             | 6–2, 1–6, [10–5]    |
| 14. | 7 giugno 2025    | Internazionali Femminili di Tennis Città di Caserta, Caserta | Terra rossa | Cho I-hsuan | Ariana Geerlings Wakana Sonobe         | 6-3, 7-6(5)         |
| 15. | 21 giugno 2025   | Internationaux de Tennis de Blois, Blois                     | Terra rossa | Cho I-hsuan | Ángela Fita Boluda Laura Pigossi       | 7-5, 4-6, [10-5]    |

#### Sconfitte (15)
| Torneo $100.000 (0) |
| Torneo $80.000 (0)  |
| Torneo $60.000 (3)  |
| Torneo $40.000 (4)  |
| Torneo $25.000 (4)  |
| Torneo $15.000 (4)  |

| N.  | Data              | Torneo                                                   | Superficie  | Compagna    | Avversaria in finale                   | Punteggio            |
| 1.  | 21 settembre 2018 | ITF Anning Women's Circuit, Anning                       | Terra rossa | Cho I-hsuan | Sowjanya Bavisetti Wang Danni          | 6(4)-7, 5-7          |
| 2.  | 28 settembre 2018 | BTHC Womens Open, Braunschweig                           | Terra rossa | Cho I-hsuan | Sun Xuliu Zhao Qianqian                | 4–6, 7–6(2), [8–10]  |
| 3.  | 3 agosto 2019     | Formosa Cup, Taipei                                      | Cemento     | Cho I-hsuan | Riya Bhatia Ramu Ueda                  | 5-7, 2-6             |
| 4.  | 22 ottobre 2022   | Egypt Women's Future, Sharm el-Sheikh                    | Cemento     | Cho I-hsuan | Tilwith di Girolami Anastasija Gur'eva | 2-6, 6-4, [7-10]     |
| 5.  | 29 ottobre 2022   | Egypt Women's Future, Sharm el-Sheikh                    | Cemento     | Cho I-hsuan | Anastasija Gur'eva Elena Pridankina    | 7-6(3), 1-6, [6-10]  |
| 6.  | 3 giugno 2023     | ITF Changwon International Women's Tour Tennis, Changwon | Cemento     | Cho I-hsuan | Guo Hanyu Jiang Xinyu                  | 6(4)-7, 6(1)-7       |
| 7.  | 10 giugno 2023    | Daegu International Tour Tennis, Daegu                   | Cemento     | Cho I-hsuan | Park So-hyun Cody Wong                 | 6-4, 6(2)-7, [12-14] |
| 8.  | 19 agosto 2023    | Zhongchang Open, Nanchang                                | Cemento     | Cho I-hsuan | Feng Shuo Zheng Wushuang               | 7-5, 6(8)-7, [4-10]  |
| 9.  | 16 settembre 2023 | Guiyang Open, Guiyang                                    | Cemento     | Cho I-hsuan | Guo Hanyu Jiang Xinyu                  | 5-7, 4-6             |
| 10. | 27 aprile 2024    | Wuning Open, Contea di Wuning                            | Cemento     | Cho I-hsuan | Rutuja Bhosale Paige Hourigan          | 7-5, 6(5)-7, [10-12] |
| 11. | 21 settembre 2024 | Fuzhou Open, Fuzhou                                      | Cemento     | Cho I-hsuan | Lee Ya-hsin Lin Fang-an                | 3-6, 4-6             |
| 12. | 30 novembre 2024  | Keio Challenger, Yokohama                                | Cemento     | Cho I-hsuan | Momoko Kobori Ayano Shimizu            | 4-6, 6(2)-7          |
| 13. | 4 gennaio 2025    | ITF World Tennis Tour Presented by SAT, Nonthaburi       | Cemento     | Cho I-hsuan | Maria Mateas Alana Smith               | 1-6, 3-6             |
| 14. | 8 marzo 2025      | Porto Women's Indoor, Porto                              | Cemento (i) | Cho I-hsuan | Francisca Jorge Matilde Jorge          | 6–0, 6(4)-7, [8–10]  |
| 15. | 29 marzo 2025     | BTC Murska Sobota Open, Murska Sobota                    | Cemento (i) | Cho I-hsuan | Petra Marčinko Tara Würth              | 3-6, 6-3, [4-10]     |